# John Knott
John Frederick Knott OBE FRS FREng (9 de dezembro de 1938 – 5 de outubro de 2017) foi um metalurgista britânico.
Foi oficial de pesquisas do Central Electricity Research Laboratories em Leatherhead, de 1962 a 1966, tornando-se então um lecturer no Department of Materials, Science and Metallurgy da Universidade de Cambridge, de 1967 a 1981. Foi então para a Universidade de Birmingham como professor e chefe da School of Metallurgy and Materials, de 1990 a 1996, foi indicado quinto professor da cátedra Feeney de metalurgia física (1994 a 2007) e foi chefe do departamento de engenharia de 1995 a 1998.
Foi eleito membro da Royal Society em 1990, agraciado com a Medalha Leverhulme de 2005.